# Eleutherodactylus thorectes
Espèce
Statut de conservation UICN

 CR A3c; B1ab(iii)+2ab(iii) : 
En danger critique
Eleutherodactylus thorectes est une espèce d'amphibiens de la famille des Eleutherodactylidae. Elle fait partie de la liste des 100 espèces les plus menacées au monde établie par l'UICN en 2012.

## Répartition

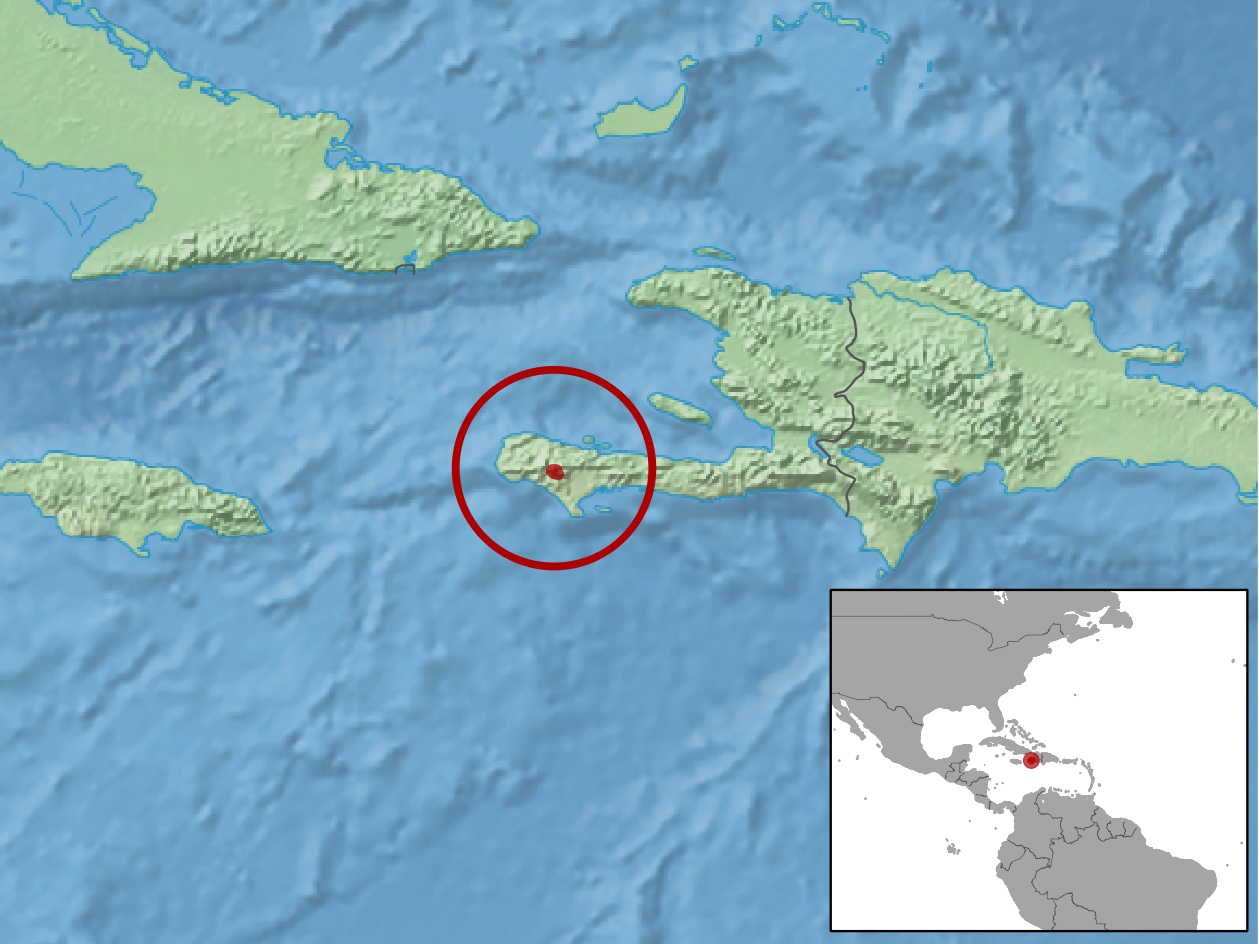
Distribution

Cette espèce est endémique de l'Ouest d'Haïti. Elle se rencontre uniquement de 1 700 à 2 340 m d'altitude sur les deux mornes du pic de Macaya (culminant à 2 347 m) et du pic de Formon (culminant à 2 219 m) sur quelques kilomètres carrés dans le massif de la Hotte.

## Description
La femelle holotype mesure 15,1 mm ; les mâles mesurent en moyenne 12,2 mm et les femelles 14,5 mm.

## Publication originale
- Hedges, 1988 : A new diminutive frog from Hispaniola (Leptodactylidae; Eleutherodactylus). Copeia, vol. 1988, no 3, p. 636–641 (texte intégral).